# Lachnostachys ferruginea
Lachnostachys ferruginea là một loài thực vật có hoa trong họ Hoa môi. Loài này được Hook. mô tả khoa học đầu tiên năm 1842.